# Kuratowski-Zornova lema
 Ovo je glavno značenje pojma Kuratowski-Zornova lema. Za druga značenja pogledajte Zorns Lemma.
Kuratowski-Zornova lema, Zornova lema je lema iz teorije skupova koja se zove po matematičarima Kazimierzu Kuratowskome i Maxu Zornu.
Lema glasi da ako je skup A neprazan parcijalno uređen skup svojstva da svaki neprazan lanac u A ima gornju među u A. Tada skup A ima barem jedan maksimalni element. Važno: samo je jedan najveći element u parcijalno uređenom skupu i on je uvijek maksimalan, ali nije svaki maksimalan element najveći.